# Sherlock Holmes (Hörspielserie von Maritim)
Sherlock Holmes ist eine von Maritim produzierte Hörspielserie. Sie basiert auf den gleichnamigen Romanen von Sir Arthur Conan Doyle und entstand zwischen 2003 und 2011.

## Handlung
Der Maritim Verlag unter Carsten Hermann veröffentlichte am 10. November 2003 die erste Folge der Hörspielreihe Sherlock Holmes mit dem Titel Das Haus bei den Blutbuchen. Die Folgen wurden fortan eher willkürlich veröffentlicht, hatten einige Veränderungen in der Story und überschnitten öfter den Handlungsbogen. Auffällig ist auch das vergleichsweise gute Verhältnis zwischen Holmes und Inspector Lestrade, da sich die beiden Figuren in den Romanen nicht ausstehen konnten.

## Folgenindex

### Reguläre Fälle
1. Das Haus bei den Blutbuchen
2. Der blaue Karfunkel
3. Das Musgrave-Ritual
4. Die fünf Orangenkerne
5. Die sechs Napoleons
6. Das Tal der Furcht (Doppel-CD)
7. Der Vampir von Sussex
8. Der Patient
9. Ein Skandal in Böhmen
10. Der Baumeister von Norwood
11. Die drei Garridebs
12. Eine Studie in Scharlachrot (Doppel-CD)
13. Der griechische Dolmetscher
14. Die tanzenden Männchen
15. Die Internatsschule
16. Der zweite Fleck
17. Silberpfeil
18. Der Hund der Baskervilles (Doppel-CD)
19. Der Angestellte des Börsenmaklers
20. Der Landadel von Reigate
21. Der Bucklige
22. Das Geheimnis der Gloria Scott
23. Der Flottenvertrag
24. Im Zeichen der Vier (Doppel-CD)
25. Das gelbe Gesicht
26. Das Diadem
27. Der vermisste Rugbyspieler
28. Der Mann mit der entstellten Lippe
29. Die Liga der Rothaarigen
30. Eine Frage der Identität
31. Die drei Giebel
32. Der rote Kreis
33. Der schwarze Peter
34. Charles Augustus Milverton
35. Die verschleierte Mieterin
36. Der Teufelsfuß
37. Die einsame Radfahrerin
38. Das gesprenkelte Band
39. Die Thor-Brücke
40. Der goldene Kneifer
41. Abbey Grange
42. Das Rätsel von Boscombe Valley
43. Die Pappschachtel
44. Die Bruce-Partington-Pläne
45. Das Verschwinden der Lady Carfax
46. Die Löwenmähne
47. Der Mazarin-Stein
48. Der illustre Klient
49. Der erbleichte Soldat
50. Shoscombe Old Place
51. Der Farbenhändler im Ruhestand
52. Wisteria Lodge
53. Der Detektiv auf dem Sterbebett
54. Die drei Studenten
55. Der Mann mit dem geduckten Gang
56. Der Daumen des Ingenieurs
57. Der adelige Junggeselle
58. Das letzte Problem
59. Das leere Haus
60. Seine Abschiedsvorstellung

### Selbstgeschriebene Fälle
Die Folgen 61–66 basieren lediglich auf Motiven Doyles. Sie entstanden teilweise bereits vor Abschluss der regulären Fälle, wurden aber erst ab 2013 veröffentlicht. Wie Watson den Trick lernte (61) ist rein informatorisch und enthält keinen Fall. Die Folgen Der verschwundene Sherlock Holmes (62), Die drei Mörder des Sir William (63), Nebel des Schreckens (64) und Als der Meister sich verlor (65) sind ebenfalls eher informatorisch und enthalten eher keinen typischen Fall.
Der Tod zu Gast auf Mallory Manor (66) entstand bereits im Frühjahr 2007. Ursprünglich hatte Maritim vor, es als interaktive DVD zu veröffentlichen, bei dem der Hörer in die Geschichte eingreifen konnte. Man sollte auch zusätzlich darüber entscheiden können, ob man, wie gewöhnlich, in den beiden Hauptrollen Christian Rode und Peter Groeger oder Joachim Hansen und Mogens von Gadow hören möchte; Hansen und von Gadow hatten diese Version 1980 für das Label Polyband vertont. Ebenso sollte man bei Lord Joseph Mallory zwischen Niels Clausnitzer und Jürgen Thormann wechseln können. Da die Fertigstellung zu zeitaufwändig war, stellte Maritim die Arbeit daran ein. Erst 2016 wurde das Projekt von Hermann Media wieder aufgegriffen, wobei man auf die interaktiven Komponenten verzichtete und eine 4-CD-Box veröffentlichte. Es waren hier regulär Rode und Groeger zu hören, während die Aufnahme mit Hansen und von Gadow 2018 separat als mp3-Download und -CD erschien. Die Aufnahme von Clausnitzer als Lord Joseph Mallory ist nie erschienen. Die Sprecher Friedrich Schoenfelder († 2011), Michael Habeck († 2011), Fritz von Hardenberg († 2010), Philipp Brammer († 2014), Joachim Hansen († 2007) und Niels Clausnitzer († 2014) waren aufgrund der langen Produktionszeit des Hörspiels zum Zeitpunkt der Veröffentlichung bereits verstorben.

### Das Musgrave-Ritual – Live Edition
Die beiden Sprecher Rode und Groeger traten 2006 live in Köln mit dem Fall Das Musgrave-Ritual auf. Die Aufzeichnung des Auftritts wurde am 7. September 2006 von Maritim als CD und Download veröffentlicht. Wie in der Studiofassung sind hier einige Unterschiede zur ursprünglichen Fassung zu finden, z. B. erzählt Holmes die Geschichte ohne wörtliche Rede und Watson gibt wesentlich mehr Zwischenkommentare ab.

### Die alten Fälle (Reloaded)
Seit 2014 bietet Highscore Music die Maritim-Hörspiele mit komplett neuer Soundkulisse und Musik unter dem Titel Die alten Fälle (Reloaded) als Download an. Diese Reihe endet jedoch bereits mit Folge 55. Die restlichen Folgen 56–66 wurden nicht überarbeitet.

### Die neuen Fälle
Nach Fertigstellung der 66 Folgen beim Maritim Verlag erschienen ab 2012 bei Romantruhe Die neuen Fälle, frei nach Motiven von Doyle. Holmes und Watson haben hier die gleichen Sprecher, Rode und Groeger, aber im Gegensatz zu den Hörspielen von Maritim wird Inspector Lestrade nicht wie gewohnt von Volker Brandt, sondern  von Lutz Harder gesprochen. Ab Folge 57 werden die Stimmen von Christian Rode und Peter Groeger durch KI erstellt.
1. Besuche eines Gehenkten
2. Die Gesellschaft des Schreckens
3. Die betrogenen Titanic-Passagiere
4. Die gelbe und die blaue Flamme
5. Das steinerne Schiff
6. Das Haus auf dem Hexenhügel
7. Der eisige Tod
8. Der grüne Admiral
9. Holmes unter Verdacht
10. Der Biss des Zerberus
11. Im kalten Nebel der Themse
12. Der verhängnisvolle Schlüssel
13. Der geniale Magier
14. Der bibelfeste Mörder
15. Das Geheimnis von Baskerville Hall
16. Der leise Takt des Todes
17. Die drei Diven
18. Das Ratten-Problem
19. Die Untoten von Tilbury
20. Die Spur ins Nichts
21. Der ehrlose Löwe
22. Die schreiende Tänzerin
23. Die Prinzen im Tower
24. Das Monster von Soho
25. Die siebzehn Salutschüsse
26. Der siebte Monat
27. Ein ehrbares Haus
28. Die Rache des Gerechten
29. Im Labyrinth des Wahnsinns
30. Das Rätsel der Aurora
31. Die Todesfalle von Dornwood
32. Der Fall John Watson
33. Die Wölfe von Whitechapel
34. In den Klauen der Angst
35. Die letzte Symphonie
36. Remis in zehn Zügen
37. Schatten der Vergangenheit
38. Die rote Spinne
39. Der Tod des Henkers
40. Die Speise der Götter
41. Die dunkle Seite der Seele
42. Der Fluch des bösen Tat
43. Der Sturm des Unheils
44. Die Glocken des Teufels
45. Der sterbende Engel
46. Für Königreich und Vaterland
47. Das Ritual im Moor
48. Der Keim des Bösen
49. Die Jagd nach Mr. Hyde
50. Im Zeichen des Vollstreckers
51. Ein Schilling für den Tod
52. Familienbande
53. Die sieben Zinnsoldaten
54. Die Schatten von Dartmoor
55. Der Blütenmacher
56. Das Ende der Wahrheit
57. Die Büchse der Pandora
58. Der verlorene Schmetterling
59. Die Spatha des Zenturios
60. Nervus Rerum

## Sprecher
Von Anfang an wurde ein bekannter Cast aufgenommen. Christian Rode übernahm den Part von Sherlock Holmes und Peter Groeger den von Dr. Watson in allen 66 Folgen und ebenso in der von Romantruhe produzierten Hörspielserie. Eine wiederkehrende Rolle übernahm Volker Brandt als Inspector Lestrade. Joachim Kerzel übernahm im Fall Das letzte Problem den Part als Holmes’ Erzfeind Professor Moriarty.
| Rolle                 | Sprecher       | Folgen                                                    |
| --------------------- | -------------- | --------------------------------------------------------- |
| Sherlock Holmes       | Christian Rode | Durchgehend                                               |
| Dr. Watson (Erzähler) | Peter Groeger  | Durchgehend                                               |
| Inspector Lestrade    | Volker Brandt  | 5–6, 8, 10–13, 16–17, 19, 23–24, 28–29, 34, 40–43, 57, 63 |
| Mrs. Hudson           | Gisela Fritsch | 33, 44–45                                                 |
| Professor Moriarty    | Joachim Kerzel | 58–59                                                     |

In weiteren Gastrollen waren u. a. Michael Pan, Peter Weis, Thomas Karallus, Walter von Hauff, Norbert Gastell, Klaus-Dieter Klebsch, Manfred Lehmann, Sandra Schwittau, Reent Reins, Friedrich Schoenfelder, Torsten Münchow, Michael Schwarzmaier, Sabine Bohlmann, Ernst Meincke, Gerhard Acktun, Norbert Langer, Michael Habeck, Jürgen Thormann, Niels Clausnitzer, Eberhard Prüter, Fritz von Hardenberg, Philipp Brammer oder Andreas Borcherding zu hören.